# Исмет Шаћири
Исмет Шаћири (алб. Ismet Shaqiri; Ђаковица, 1918 — Приштина, 8. децембар 1986) је био учитељ, учесник Народноослободилачке борбе и друштвено-политички радник СФР Југославије, СР Србије и САП Косова.

## Биографија
Исмет Шаћири рођен је 1918. године у Ђаковици. Завршио је учитељску школу у Скадру. До 1941. године био је учитељ у Албанији. Народноослободилачкој борби се придружио 1941. године, када је постао и члан Комунистичке партије Југославије.
После ослобођења обављао је многе одговорне дужности на САП Косову и СР Србији:
- председник Народне скупштине Аутономне Косовско Метохијске Области од 20. фебруара до 12. децембра 1953. године
- председник обласног синдикалног већа АКМО
- члан Извршног одбора Обласног народног одбора
- члан бироа Обласног комитета Комунистичке партије Србије
- члан Централног комитета СК Србије

Биран је за посланика Савезне и Републичке скупштине у више сазива.
Умро је 8. децембра 1986. године у Приштини.
Носилац је Партизанске споменице 1941. и већег броја југословенских одликовања.